# Gura Căinarului
Gura Căinarului – miejscowość i gmina w Mołdawii, w rejonie Florești. W 2014 roku liczyła 1734 mieszkańców.